# 暮云站
暮云站是长株潭城际铁路的一个车站，位于湖南省长沙市天心区暮云街道暮云新村，2016年12月26日开通，是长株潭城铁的分岔点。由于长株潭城铁无法实现株洲与湘潭的直达，乘坐长株潭城际动车组列车来往株洲与湘潭的乘客需在本站换乘。

## 车站布局
| 站台 | 1站台    | 长株潭城际铁路 往长沙西方向（芙蓉南站） |
| 站台 | 岛式站台 |                                         |
| 站台 | 2站台    | 长株潭城际铁路 往长沙西方向（芙蓉南站） |
| 站台 | 通过线   | 长株潭城际铁路上行列车通过线            |
| 站台 | 通过线   | 长株潭城际铁路下行列车通过线            |
| 站台 | 3站台    | 长株潭城际铁路 往株洲南方向（九郎山站） |
| 站台 | 岛式站台 |                                         |
| 站台 | 4站台    | 长株潭城际铁路 往湘潭方向（昭山站）     |

## 列车开行情况
截至2017年4月，有22班列车（节假日29班）在本站停靠，其中6班（节假日7班）由长沙前往株洲南，5班（节假日6班）由长沙前往湘潭，5班（节假日7班）由株洲南前往长沙，6班（节假日9班）由湘潭前往长沙。